# Strzyżki
Strzyżki – wieś w Polsce położona w województwie kujawsko-pomorskim, w powiecie włocławskim, w gminie Chodecz.
| SIMC    | Nazwa        | Rodzaj    |
| ------- | ------------ | --------- |
| 1033562 | Dorędowizna  | część wsi |
| 1033600 | Działkowicze | część wsi |

W latach 1975–1998 miejscowość administracyjnie należała do województwa włocławskiego. Według Narodowego Spisu Powszechnego (III 2011 r.) liczyła 56 mieszkańców. Jest 23. co do wielkości miejscowością gminy Chodecz.